# SN 2011iw
SN 2011iw – supernowa typu IIn odkryta 29 listopada 2011 roku w galaktyce A233448+2445. W momencie odkrycia miała maksymalną jasność 16,90m.